# Принсесс-Анн (Меріленд)
Принсесс-Анн (англ. Princess Anne) — місто (англ. town) в США, в окрузі Сомерсет штату Меріленд. Населення — 3446 осіб (2020).

## Географія
Принсесс-Анн розташований за координатами 38°12′18″ пн. ш. 75°41′47″ зх. д. / 38.20500° пн. ш. 75.69639° зх. д. (38.205089, -75.696431).  За даними Бюро перепису населення США в 2010 році місто мало площу 4,36 км², з яких 4,32 км² — суходіл та 0,04 км² — водойми.

## Демографія
Згідно з переписом 2010 року, у місті мешкало 3290 осіб у 1276 домогосподарствах у складі 652 родин. Густота населення становила 754 особи/км².  Було 1500 помешкань (344/км²).
Расовий склад населення:
| - 68,4 % — чорних або афроамериканців - 27,1 % — білих - 1,4 % — азіатів - 0,2 % — корінних американців |

До двох чи більше рас належало 2,4 %. Частка іспаномовних становила 2,9 % від усіх жителів.
За віковим діапазоном населення розподілялося таким чином: 21,6 % — особи молодші 18 років, 70,3 % — особи у віці 18—64 років, 8,1 % — особи у віці 65 років та старші. Медіана віку мешканця становила 24,7 року. На 100 осіб жіночої статі у місті припадало 66,9 чоловіків;  на 100 жінок у віці від 18 років та старших — 61,3 чоловіків також старших 18 років.
Середній дохід на одне домашнє господарство  становив 31 352 долари США (медіана — 23 319), а середній дохід на одну сім'ю — 36 904 долари (медіана — 30 887). За межею бідності перебувало 38,5 % осіб, у тому числі 40,4 % дітей у віці до 18 років та 8,8 % осіб у віці 65 років та старших.
Цивільне працевлаштоване населення становило 1261 осіб. Основні галузі зайнятості: освіта, охорона здоров'я та соціальна допомога — 38,4 %, мистецтво, розваги та відпочинок — 22,1 %, інформація — 9,4 %, виробництво — 5,6 %.